# Тастинський сільський округ (Цілиноградський район)
Тасти́нський сільський округ (каз. Тасты ауылдық округі, рос. Тастинский сельский округ) — адміністративна одиниця у складі Цілиноградського району Акмолинської області Казахстану. Адміністративний центр — село Тасти.
Населення — 1375 осіб (2021; 1895 у 2009, 1857 у 1999, 1593 у 1989).
Станом на 1989 рік села Лугове та Покровка перебували у складі Приозерної сільської ради, селища Роз'їзд 93 та Тастак — у складі Косчекинської сільської ради. До 2009 року округ називався Луговським. Селище Роз'їзд 93 було ліквідоване 2017 року.

## Склад
До складу округу входять такі населені пункти:
| Населений пункт                | Колишні назви | Населення, осіб (1989) | Населення, осіб (1999) | Населення, осіб (2009) | Населення, осіб (2021) |
| ------------------------------ | ------------- | ---------------------- | ---------------------- | ---------------------- | ---------------------- |
| Акмечеть, село                 | Покровка      | 476                    | 491                    | 432                    | 271                    |
| Тастак, станційне селище       | -             | 317                    | 379                    | 415                    | 271                    |
| Тасти, село                    | Лугове        | 792                    | 953                    | 1034                   | 823                    |
| --Роз'їзд 93, станційне селище | -             | 8                      | 34                     | 14                     | 10                     |